# بيل هنري (لاعب كرة قاعدة أمريكي)
بيل هنري (بالإنجليزية: Bill Henry)‏ هو لاعب كرة قاعدة أمريكي، ولد في 15 فبراير 1942 في لونغ بيتش في الولايات المتحدة.